# 爆裂クイズ魔Q大冒険
『爆裂クイズ魔Q大冒険』（ばくれつクイズ まキューだいぼうけん）は、ナムコ（現:バンダイナムコエンターテインメント）が1992年にリリースしたアーケード版クイズゲームである。
ナムコのアーケード版クイズゲームとしては初の作品となる。操作は当時の一般的なクイズゲーム同様、AからDまでの4ボタンを使って行い、レバーは使用しない。
当時ナムコが新開発した基板「NA-1」が採用されている。

## ゲームストーリー
冒険家のスコット（1P）とスタンリー（2P）が、3つの宝石をつけると何でも願いが一つだけ叶うという「伝説の冠」を求めて、ガイドの女性を雇ってその村を訪れたところ、覆面をつけた謎の男達に襲われていた。村の人の話で冠は何者かに盗まれていたことがわかり、スコットとスタンリーは村人に取り戻すように依頼されて盗んでいった者たちの後を追っていくことになる。
　

## ゲームの進行
全60ステージを、それぞれ決められたノルマ数だけ問題に回答する。問題に正解すると正解の速さに応じて100点-2000点が入り、決められたノルマの分だけ正解すればそのステージはクリアとなる（例外あり）。問題を間違えると敵の攻撃を受けてライフが減り、全てのライフが無くなるとゲームオーバーとなる。
ライフ（ゲーム内では「ラック」と表記）は初期設定では4つ所持した状態でスタート、10,000点獲得するごとに1つ増える。表示されるのは最大6つまでだが、以降も得点が10,000点を獲得するごとに表示はされないが増えている。当時のクイズゲームではライフの増え方に関してはかなり甘い方であった。
途中にはルート選択やジャンルセレクトも存在し、ルートによりノルマ数やステージ数が異なる場合もある。
全60ステージをクリアすると、ステージ59クリア後に選択した出口によってエンディングが変わる。いわゆるマルチエンディングである。この後ネームエントリーとなり、最後に「あなたのラッキーアニマル」が表示される。

## ステージ
ステージのタイプは4つある。途中の進路セレクト（ステージ20クリア後）で「4択ショートコース」を選ぶことによって58ステージにもなるが、以下では全60ステージを前提に記述する。
ノーマルステージ
敵の数がそのままノルマになり、全滅させれば次のステージへ進む。敵も野生動物からゴーストまで様々。これらのステージでは敵キャラクターの表示の関係上、最大ノルマは6である。
絵の問題ステージ
ステージ2、16、32、43で登場する。1枚の絵がラスタースクロールになったりバラバラになった状態で表示され、それが何の絵なのかを当てる。ノルマの数だけ正解すると次のステージへ進め、正解の度合いによって次のステージのノルマが減ったり問題が3択になるなどのボーナスがある。このタイプの問題形式は後のナムコのクイズゲームである『熱闘!激闘!クイズ島』、『子育てクイズ マイエンジェル』などにも受け継がれていく。
トラップステージ
ステージ4（どちらも）、9（左）、13（通常）、18（右）、23（4択）、25（3択）など。スコット・スタンリーが様々なピンチに見舞われ、ノルマの数だけ正解するとピンチから逃れ、次のステージへ進める。巨大ワニやライオンに食べられそうになったり、炎や槍に追いかけられたり、落とし穴や蟻地獄に落ちたり、水責めや底なし沼で溺れる等様々な演出があり、淡々と問題に回答するゲームが多かった当時のクイズゲームとしては画期的だった。BGM「熊蜂に追われて・・・」の曲名と同じシチュエーションになるのは4択ショートコースのステージ23である。最終ステージはどの出口も全てトラップステージになっている。
タイムトライアルステージ
ステージ10、13（計算）、20、45、59。制限時間60秒以内に、○×クイズや計算問題を回答する。制限時間が来るまでライフが残っていれば自動的にクリアとなり、正解数に応じて次のステージでライフが増えたり、正解時の得点が2倍になったりするボーナスがある。なお、このクイズ形式のみ得点のレートが低くなっている。2人プレイ時では多く回答した方がボーナスの恩恵を受けられる（同じ正解数の場合、どちらのプレイヤーにもボーナスとなる）

## 備考
通常のクイズボタンではなく、レバーとボタン（通常のJAMMAハーネスのまま）で稼働すると、1P側ボタン（スイッチ1）を押しっぱなしにすることによりポーズがかかるバグがある。実際、回答時の最高得点2000点はこの方法でないと獲得できない。
CD『ナムコ・ビデオゲーム・グラフィティvol.10』に、サウンドが収録されている。また、このCDの2枚目にはトラップステージの音楽にアレンジをかけてボーカルをつけた「魔Qでポン！」も収録されている。
収録問題は、ステージ45までとステージ46以降で系統が分断されている。46面以降の出題範囲は狭く数が少なくなっている。　